# Liste der Nummer-eins-Hits in den Rhythmic Airplay Charts (2006)
| Singles |
| --- |
| - Chris Brown – Run It! - 7 Wochen (19. November 2005 – 6. Januar 2006) - Nelly feat. Paul Wall, Ali & Gipp – Grillz - 4 Wochen (7. Januar – 3. Februar) - Ne-Yo – So Sick - 3 Wochen (4. Februar – 24. Februar) - Beyoncé feat. Slim Thug – Check on It - 1 Woche (25. Februar – 3. März) - Mary J. Blige – Be Without You - 4 Wochen (4. März – 31. März) - Dem Franchise Boyz feat. Lil Peanut & Charlay – Lean Wit It, Rock Wit It - 3 Wochen (1. April – 21. April) - Chamillionaire feat. Krayzie Bone – Ridin’ - 5 Wochen (22. April – 26. Mai) - Field Mob feat. Ciara – So What - 3 Wochen (27. Mai – 16. Juni) - Lil Jon feat. E-40 und Sean Paul Of The YoungBloodz – Snap Yo Fingers - 1 Woche (17. Juni – 23. Juni) - Yung Joc – It’s Goin Down - 4 Wochen (24. Juni – 21. Juli) - Cassie – Me & U - 6 Wochen (22. Juli – 1. September) - Chingy feat. Tyrese – Pullin’ Me Back - 4 Wochen (2. September – 29. September) - Yung Joc feat. Brandy "Ms B" Hambrick – I Know You See It - 1 Woche (30. September – 6. Oktober) - Ludacris feat. Pharrell – Money Maker - 5 Wochen (7. Oktober – 10. November) - Akon feat. Snoop Dogg – I Wanna Love You - 4 Wochen (11. November – 8. Dezember) - Akon feat. Eminem – Smack That - 2 Wochen (9. Dezember – 22. Dezember) - Beyoncé – Irreplaceable - 7 Wochen (23. Dezember 2006 – 9. Februar 2007) |